# Petra Tesařová

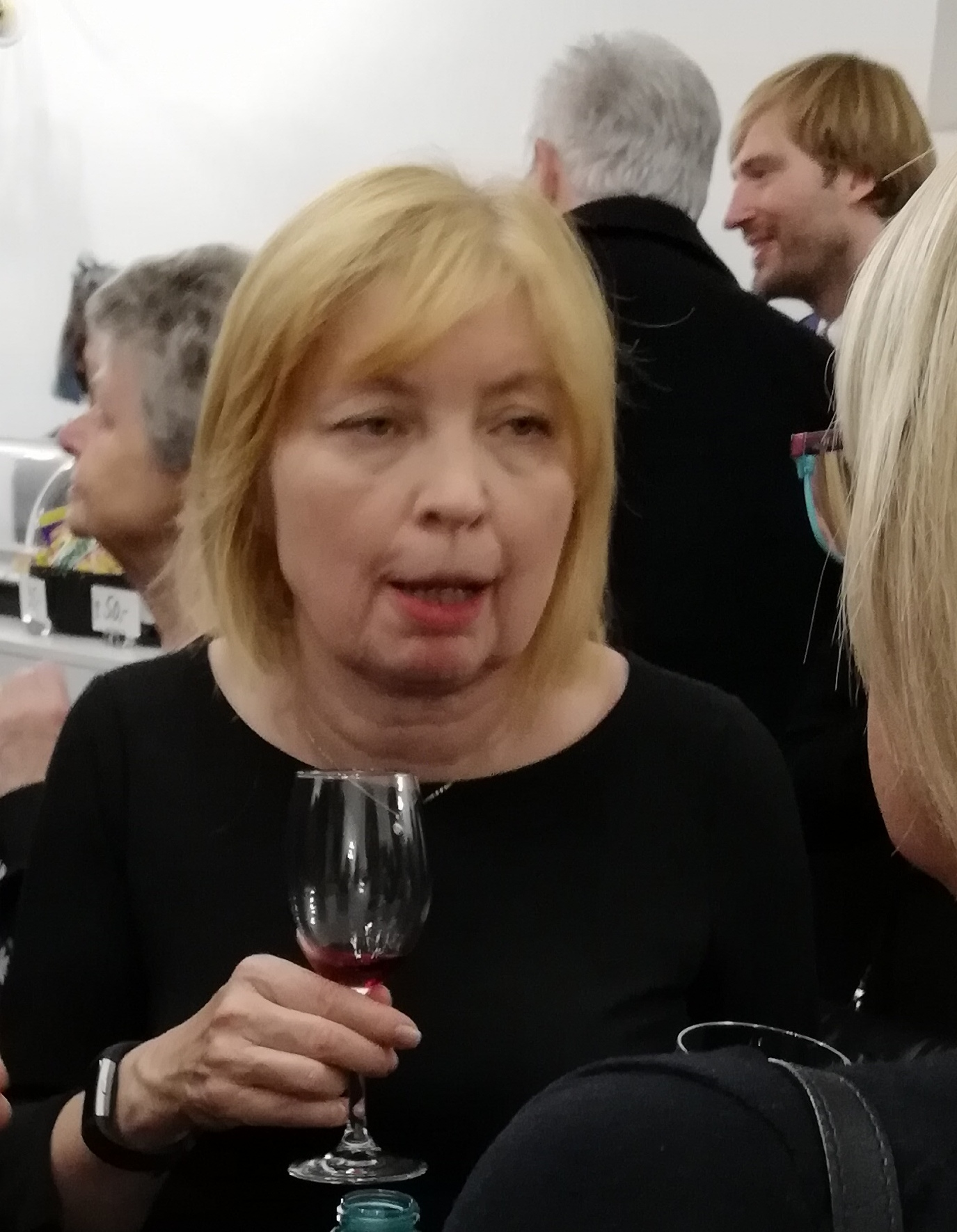
O přestávce benefičního koncertu Štefana Margity konaného 29. října 2019 v kostele svatého Šimona a Judy v Praze

Petra Tesařová (4. ledna 1961, Trutnov) je česká klinická onkoložka a hematoložka. V rámci své onkologické praxe se zaměřuje na rakovinu prsu.

## Životopis

### Doba studií
Dětství prožila v severovýchodních Čechách v městě Úpice. V roce 1985 absolvovala (s prospěchem výborným, červený diplom) Fakultu všeobecného lékařství Univerzity Karlovy v Praze. Během studia pracovala jako pomocná vědecká síla na I. interní klinice Všeobecné fakultní nemocnice v Praze, zabývala se hepatologií.

### Profesní postup
Její první pracovní místo po skončení studií bylo na interním oddělení nemocnice v Benešově. Když se uvolnilo místo na I. interní klinice Všeobecné fakultní nemocnice (VFN) v Praze, odešla z Benešova, začala se věnovat hematologii a absolvovala atestaci z interního lékařství. Na I. interní klinice Všeobecné fakultní nemocnice v Praze se seznámila se svým budoucím manželem a po mateřské dovolené (první dvě děti) nastoupila na nově vzniklé onkologické oddělení Thomayerovy nemocnice v Krči. Následovala příprava na atestaci z (klinické) onkologie (atestace v roce 1994). Příležitost pokračovat v hematologii, která se Petře Tesařové nabídla, využila a vrátila se na I. interní kliniku do Všeobecné fakultní nemocnice. Tady se připravila k atestaci z hematologie (atestace v roce 1998). Po jejím absolvování odešla na mateřskou dovolenou (třetí dítě). Po mateřské dovolené nastoupila na polikliniku na Jižním městě. Tady bylo malé ambulantní onkologické centrum patřící pod 1. Lékařskou Fakultu Univerzity Karlovy. Toto onkologické centrum 1. Lékařské Fakulty Univerzity Karlovy bylo po nějakém čase sloučeno s Onkologickou klinikou 1. Lékařské Fakulty Univerzity Karlovy a Všeobecné fakultní nemocnice, a proto (od roku 2000) pracuje Petra Tesařová na Onkologické klinice 1. Lékařské Fakulty Univerzity Karlovy a ve Všeobecné fakultní nemocnici (VFN) v Praze.

### Profesní orientace
Patra Tesařová se zajímá především o možnosti léčby karcinomu prsu, a to hlavně u mladých pacientek do 35 let věku. O onkologické problematice publikovala více než 80 odborných statí. Kromě toho přednáší na tuzemských i zahraničních kongresech (např. Brněnské onkologické dny, mezioborové onkologické kolokvium PragueONKO). Věnuje se výuce mediků i postgraduálních studentů. Působí v edukačních projektech, které se zabývají onkologickou problematikou a vztahy mezi lékařem a pacientem, připravuje vzdělávací programy pro pacienty i pro zdravotnický personál. Působí v oblasti preventivních aktivit a programů, které se zaměřují na správnou edukaci onkologicky nemocných a jejich příbuzných. Je výraznou osvětově činnou medicínskou osobností. V současné době (rok 2011) je Petra Tesařová předsedkyní „Projektu 35“. Je jednou ze zakladatelek o. p. s. Dialog Jessenius.  Petra Tesařová je členkou České onkologické společnosti České lékařské společnosti Jana Evangelisty Purkyně (ČLS JEP), České společnosti paliativní medicíny České lékařské společnosti Jana Evangelisty Purkyně (ČLS JEP) a Evropské onkologické společnosti.

### Záliby a koníčky
Na přelomu 70. a 80. let dvacátého století vycházely její básně (podepsané Petra Těmínová) v časopise Mladý svět. Po ukončení studia na 1. lékařské fakultě Univerzity Karlovy v Praze se vdala za profesora Vladimíra Tesaře a poezii se přestala věnovat. Petra Tesařová ráda čte a z vážné hudby, kterou má rovněž ráda, preferuje operu.